# Заветы Ильича (Алтайский край)
Заветы Ильича — посёлок в Алейском районе Алтайского края России. Административный центр Заветильичёвского сельсовета.

## География
Посёлок находится в центральной части края, на правом берегу реки Горевки, западнее города Алейска.
Климат
резко континентальный. Средняя температура января −17,6ºС, июля — + 20ºС. Годовое количество осадков — 440 мм

## Население
| 1997 | 1998 | 1999 | 2000 | 2001 | 2002 | 2003 | 2004 | 2005 |
| ---- | ---- | ---- | ---- | ---- | ---- | ---- | ---- | ---- |
| 706  | ↘681 | ↗698 | ↗710 | ↗719 | ↘677 | ↗704 | ↘702 | ↘663 |
| 2006 | 2007 | 2008 | 2009 | 2010 | 2011 | 2012 | 2013 |      |
| ↗670 | ↗682 | →682 | ↗697 | ↘610 | ↘608 | ↘596 | ↗600 |      |

национальный состав
Согласно результатам переписи 2002 года, в национальной структуре населения русские составляли 83 % от 688 жителей.

## Инфраструктура
Заветильичёвская средняя общеобразовательная школа.
Администрация Заветильичёвского сельсовета.
Экономика
Основное направление — сельское хозяйство.

## Транспорт
Посёлок доступен по дороге общего пользования межмуниципального значения «подъезд к пос. Заветы Ильича» (идентификационный номер 01 ОП МЗ 01Н-0110) протяжённостью 4,150 км.